# ملیسا آرچر
ملیسا آرچر (انگلیسی: Melissa Archer؛ زادهٔ ۲ دسامبر ۱۹۷۹) یک هنرپیشه اهل ایالات متحده آمریکا است. وی از سال ۱۹۹۵ میلادی تاکنون مشغول فعالیت بوده‌است.